# Jakob de Petersen

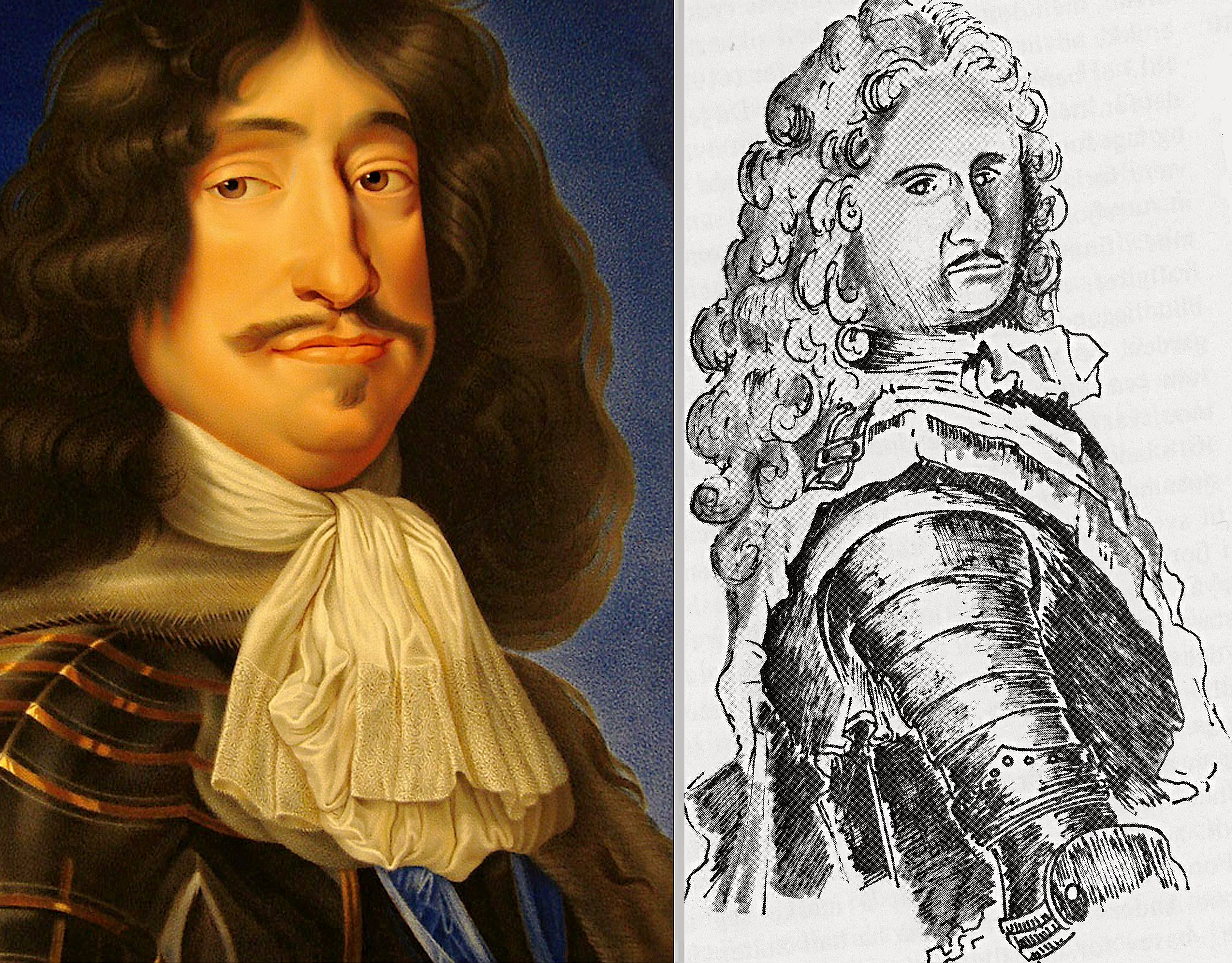
Jacob (de) Petersen (rechts), der königliche Liebling von Friedrich III. von Dänemark und Norwegen (links)

Wappen der De Petersen

Jakob, Pfalzgraf und Reichsbaron de Petersen (* 26. September 1622 in Rendsburg; † 26. Oktober 1704 in Leusden) war Truchsess von Dänemark, Kammerherr und Politiker. Er trug die Würde eines Comes Palatinus (Pfalzgraf), Herrn von Engelenburg, Aschat und Heiligenberg.

## Leben
De Petersens Vorfahren waren in Rendsburg ansässig, er selbst gilt als Stammherr der in die Niederlande ausgewanderten Reichsbarone De Petersen. Jakob de Petersen war Truchsess von Dänemark, Kammerherr und Ratsherr des dänischen Königs Friedrich III. Nach innenpolitischen Kontroversen mit dem einflussreichen Staatsmann Christoffer von Gabel musste er außer Landes gehen und wurde darauf im Jahre 1664 vom Herzog von Braunschweig-Lüneburg zu seinem politischen Agenten in den Niederlanden bestellt. Für seinen neuen Herren erfüllte er die weiteren Ämter als Ratsherr und Generalkommissar. Ebenfalls war er Kanoniker im Oud-Munster in Utrecht. 
Im Jahre 1669 heiratete Jakob de Petersen Catharina Bicker (1642–1678), Tochter des Ritters Jacob Bicker (1612–1676) und der Alida Bicker (einer Tochter des Andries Bicker). Durch seine ehelichte Verbindung wurde er auch mit dem dänischen Staatsmann Joachim Irgens av Vestervig verwandt. De Petersen hatte mit seiner Ehefrau sieben Kinder, welche allesamt in Utrecht aufwuchsen, worunter Jacob de Petersen. Kaiser Leopold I. ernannte im Jahre 1676 ihn und seine Nachkommen zu Reichsbaronen. Als höchste Würde wurde ihm das Palatinat, der Titel eines Pfalzgrafen, die Anrede Wohlgeboren, das immerfortwährende Hofrecht am Wiener Kaiserhof und das Recht eigene Höflinge zu halten teil. Daraufhin verfasste De Petersens Großcousin Pieter de Graeff eine Schrift zur älteren Genealogie seiner Familie.
De Petersen stand in Besitz des Gutshauses De Heiligenberg in der Herrlichkeit Asschat (Leusden), wo er die Sommer über verbrachte. Die Winter über verlebte er im Janskerkhof in Utrecht. Jakob De Petersen war der größte Unterstützer für den Bau der evangelisch-lutherischen Kirche in Amersfoort.